# Mbouéladoungou
Mbouéladoungou ist ein Ort auf der Insel Anjouan im Inselstaat Komoren im Indischen Ozean.

## Geographie
Mbouéladoungou liegt an der Ostküste, südlich von Domoni, wo der Mro Ajaho in den Indischen Ozean mündet.
Der Ort liegt am Südrand der Küstenebene. Von dort führt eine Straße mit zahlreichen Serpentinen den Berg hinauf und ins Innere der Insel nach Adda-Douéni.